# 상트르발드루아르
상트르발드루아르(프랑스어: Centre-Val de Loire)는 프랑스 중부에 위치한 레지옹으로 중심 도시는 오를레앙이며 면적은 39,151km2, 인구는 2,538,000명(2008년 기준)이다.
동쪽으로는 부르고뉴(현재의 부르고뉴프랑슈콩테), 남동쪽으로는 오베르뉴(현재의 오베르뉴론알프), 남쪽으로는 리무쟁(현재의 누벨아키텐), 남서쪽으로는 푸아투샤랑트(현재의 누벨아키텐), 서쪽으로는 페이드라루아르, 북서쪽으로는 바스노르망디(현재의 노르망디), 북쪽으로는 일드프랑스, 북동쪽으로는 오트노르망디(현재의 노르망디)와 접한다. 6개 주(루아레주, 루아르에셰르주, 셰르주, 앵드르주, 앵드르에루아르주, 외르에루아르주)를 관할한다.
옛 이름은 상트르(Centre)였지만 2015년 1월 17일을 기해 현재의 명칭으로 변경되었다. 루아르강과 그 지류인 셰르강, 앵드르강, 외르강 등을 따라 있는 루아르 계곡의 여러 성들로 유명하다.

## 갤러리

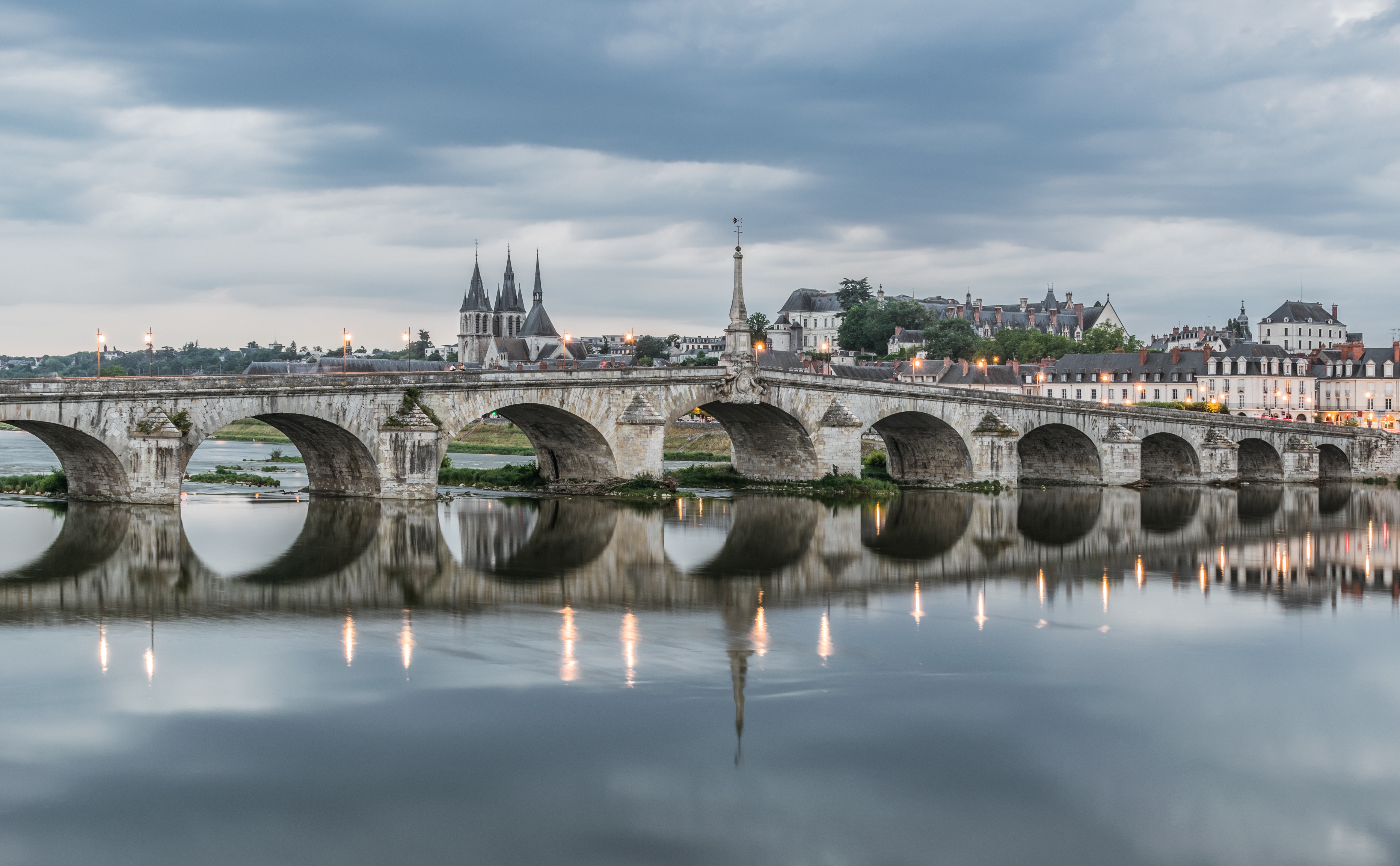
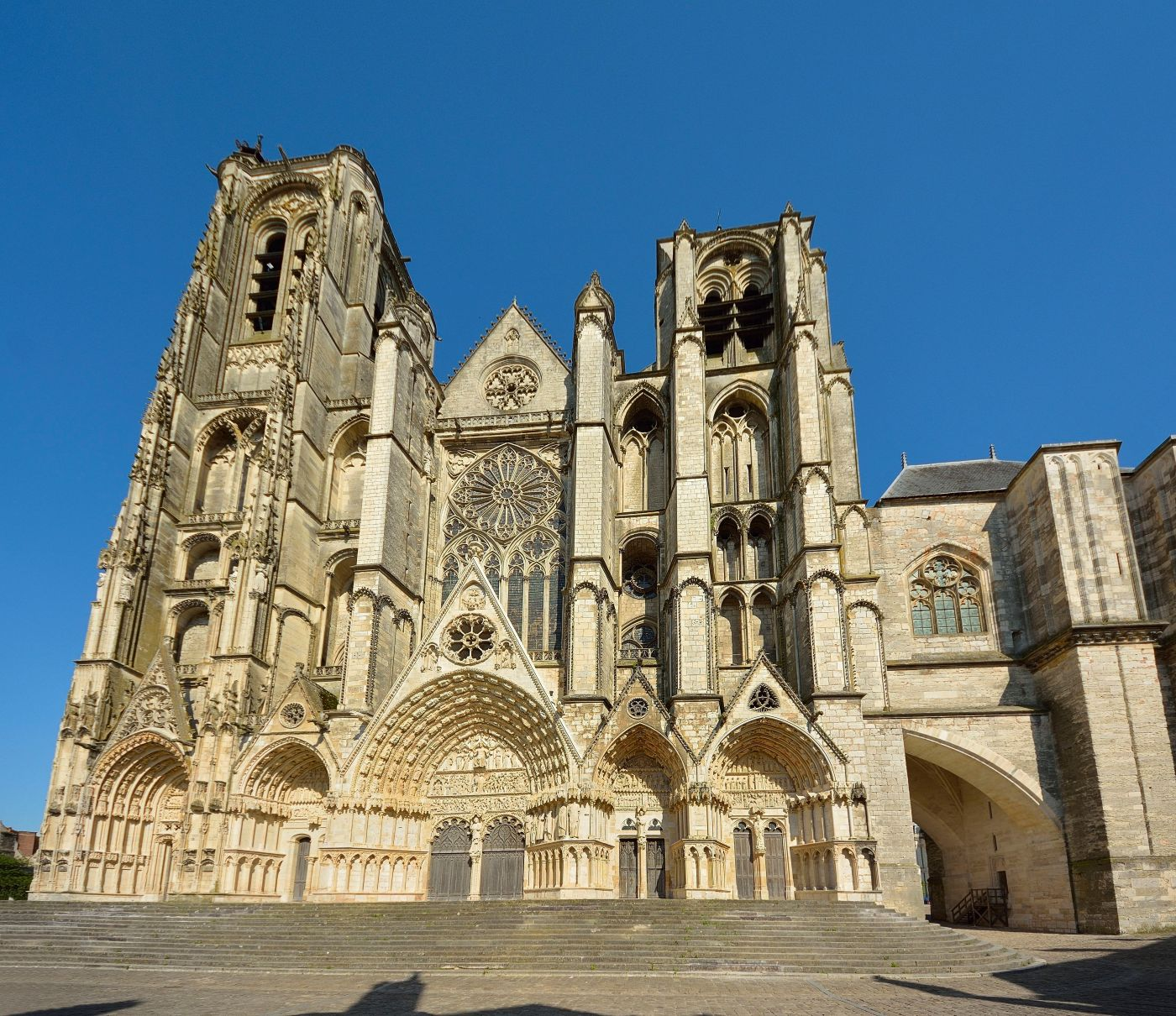
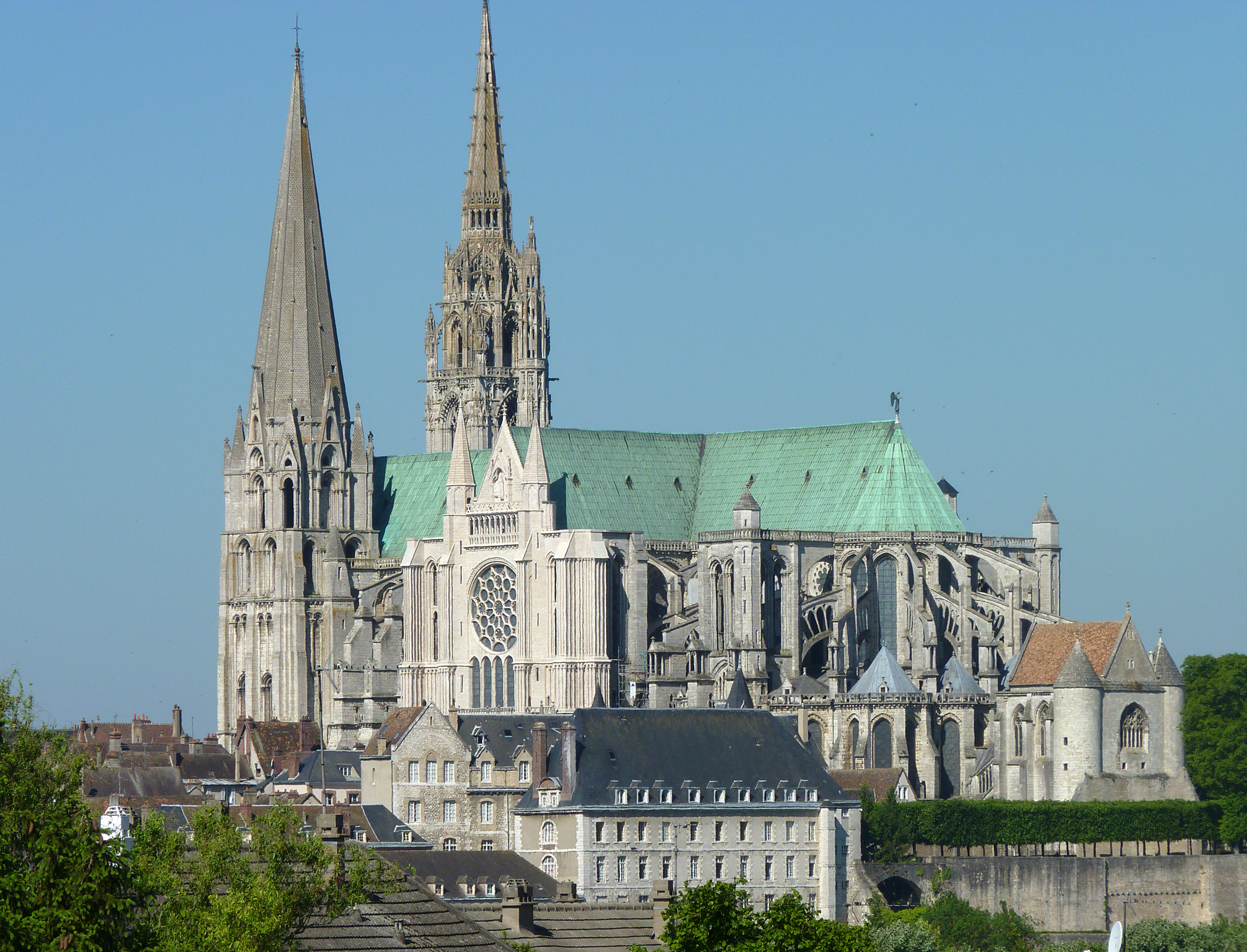
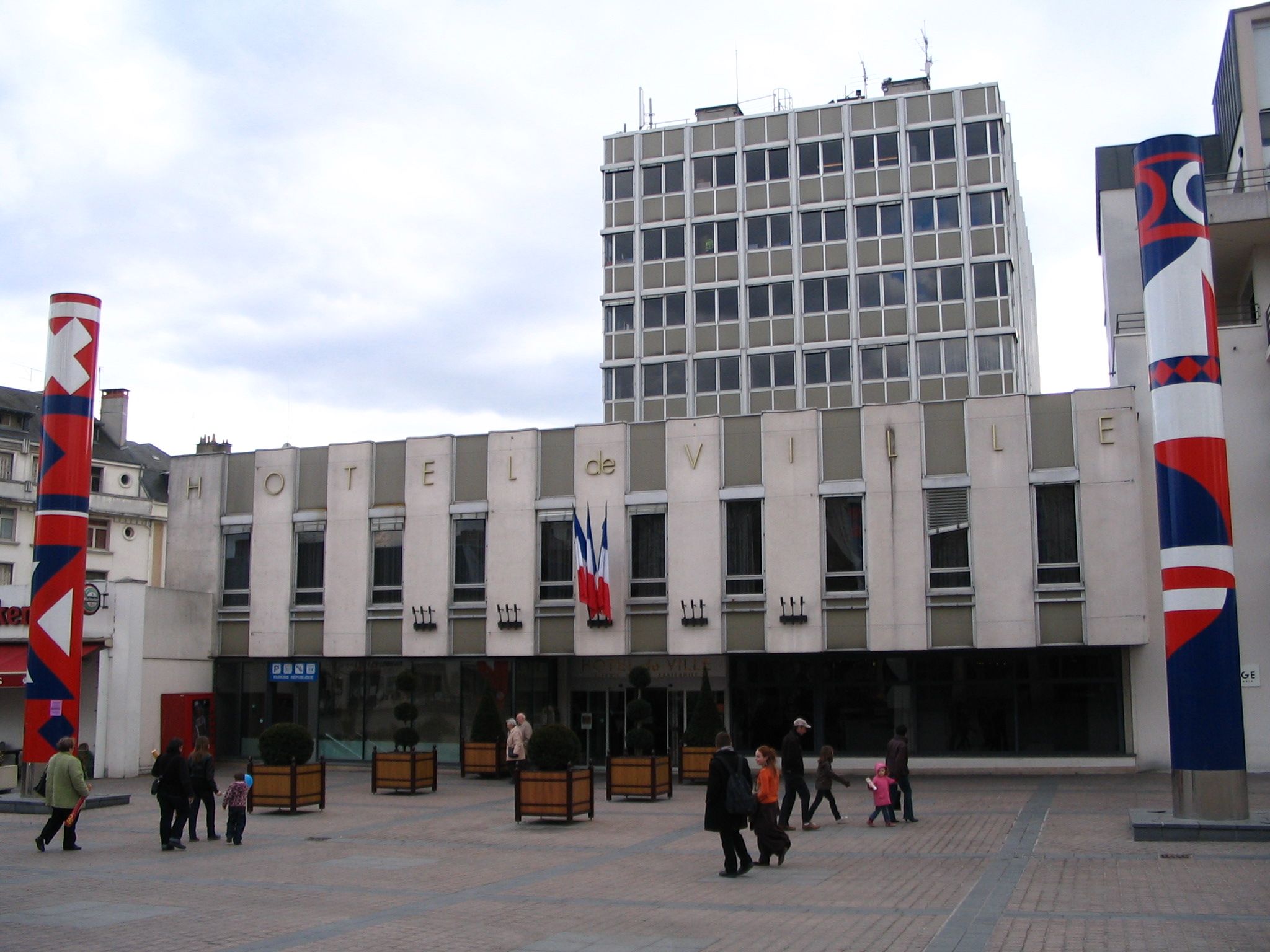
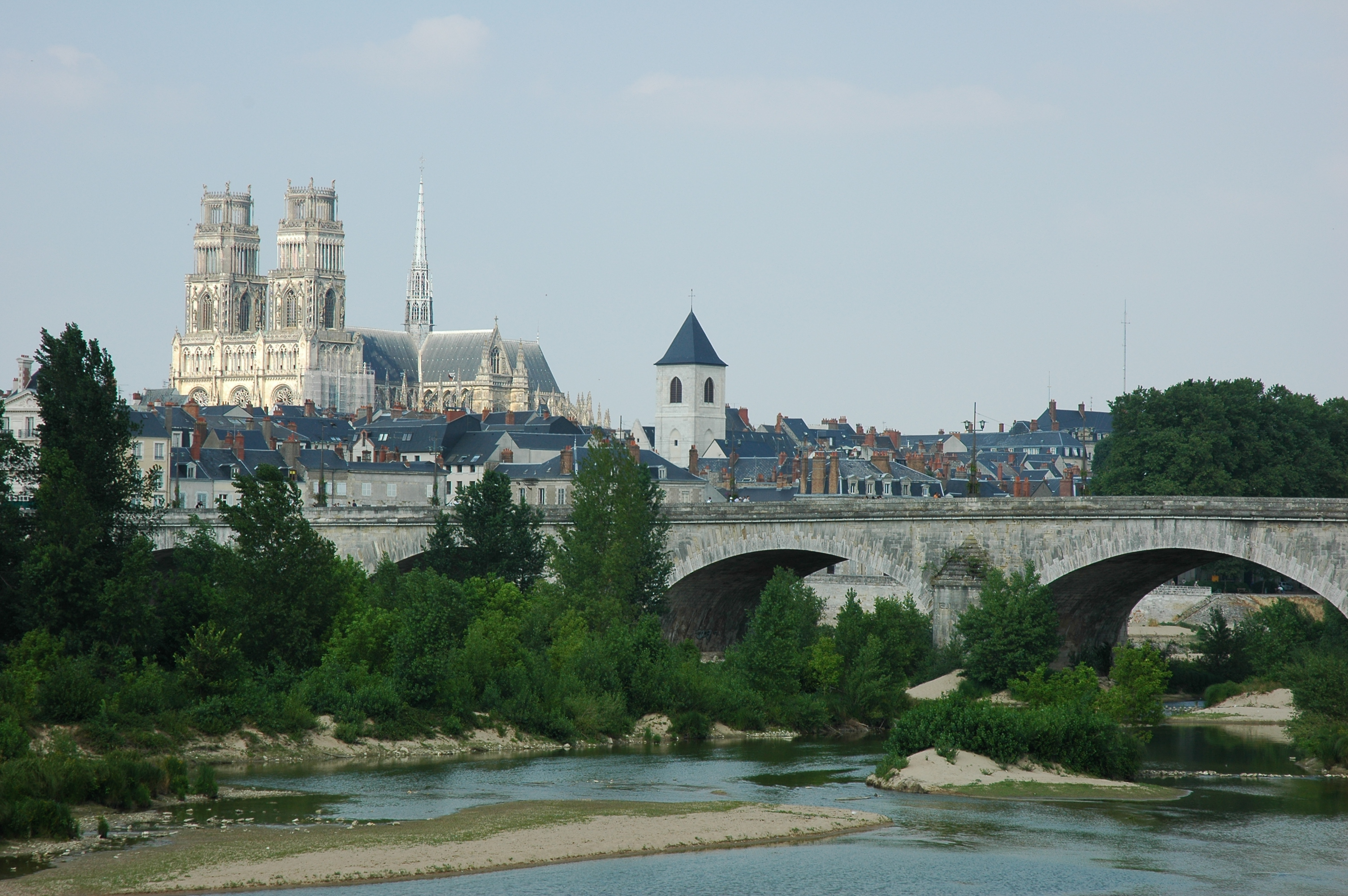
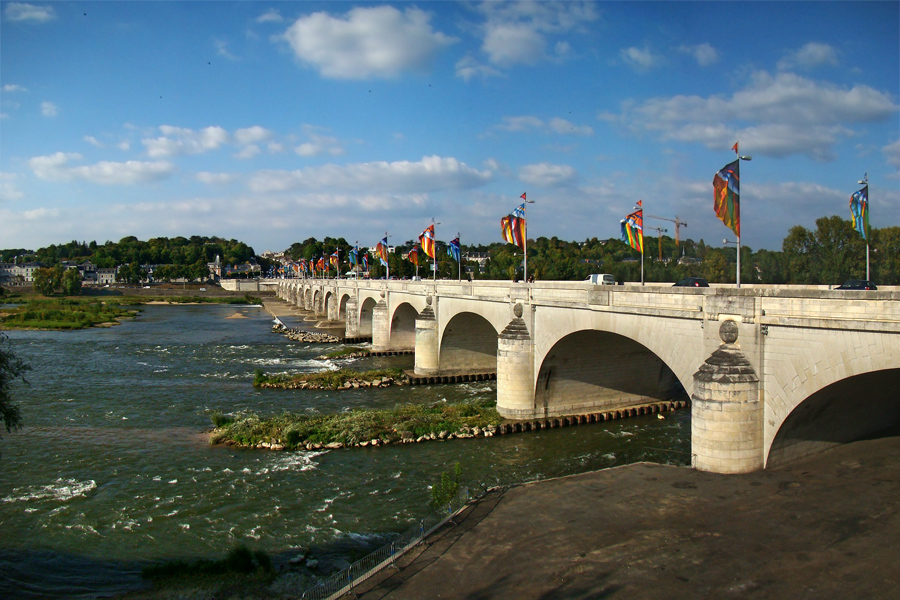